# Матків
Ма́тків — село Стрийського району Львівської області у Карпатах на березі річки Стрий.

## Історія
Перша письмова згадка про село датується 1538 роком, коли польська королева Бона скликала комісію для розмежування королівських та шляхетських сіл.
Є відомості, що за часів короля Зигімунда I Старого Думка Височанський подарував одному із своїх синів Верхнє Висоцьке, другому – Комарники, а третьому – Матків з Івашківцями. Парох Комарників Щасний Саламон твердив, що ще в 1880 році бачив у Верхньому Висоцьку фундаційний лист, який документально закріпив цей дар багатого дідича своїм синам.
Село Матків є гніздом шляхетного роду Матковських (Матківських), витоки якого пов'язують з угорським графом Іваном Волохом.
Матковські (Матківські) мали придомки: Миклашевич, В'язулич, Будзевич, Чучиркович, Федашкевич, Бардзійович, Богушович, Піпікович, Матишевич, Галкович, Шипович, Тимкович, Груневич, Михалкович, Контурович та ін.
1967-го у пам'ять про загиблих в Другій світовій війні встановлено обеліск.
В радянський період на території села був відділ радгоспу «Карпати», який мав 450 га орної землі.

## Населення

### Мова
Розподіл населення за рідною мовою за даними перепису 2001 року:
| Мова       | Кількість | Відсоток |
| ---------- | --------- | -------- |
| українська | 467       | 99.57%   |
| російська  | 2         | 0.43%    |
| Усього     | 469       | 100%     |

## Церкви

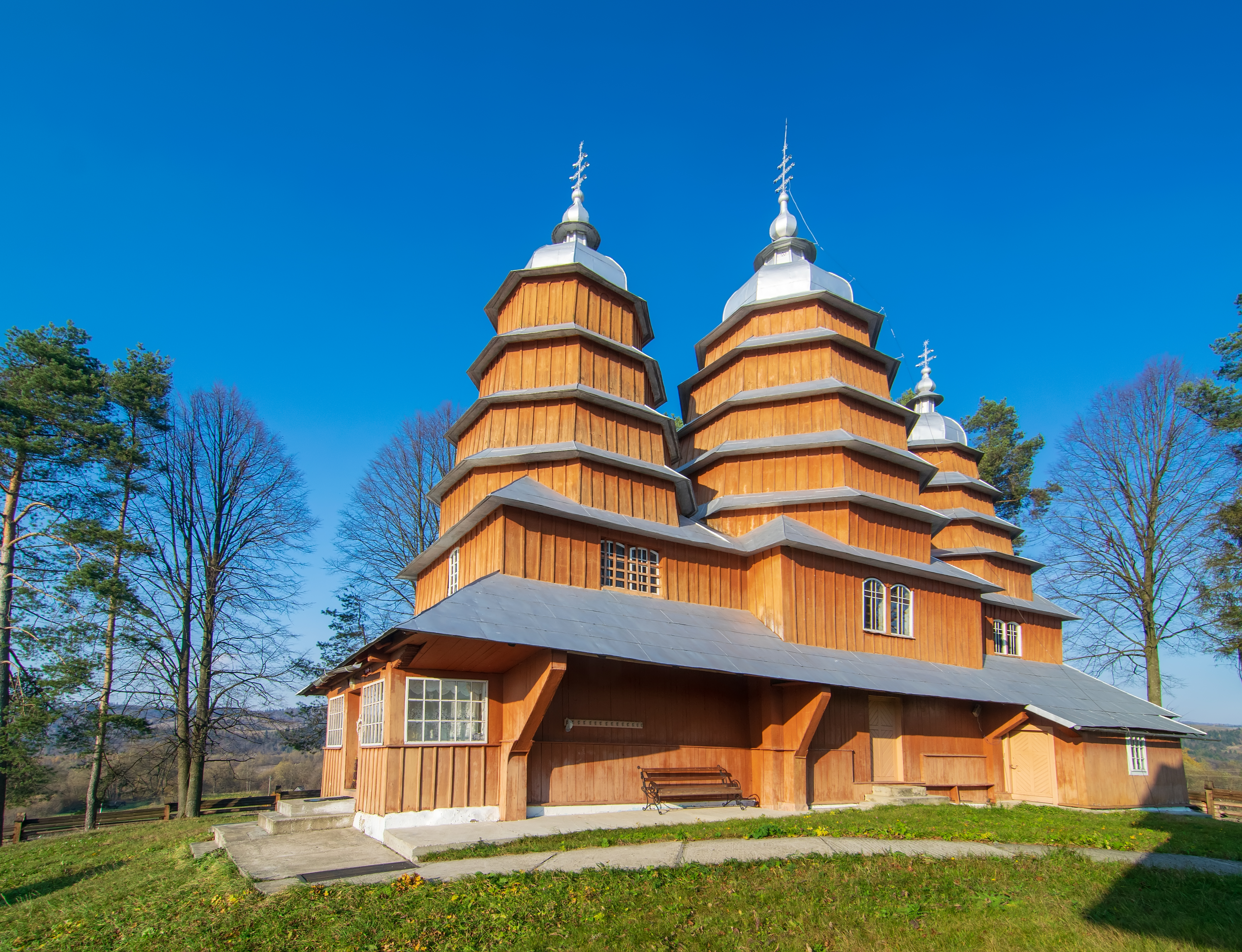
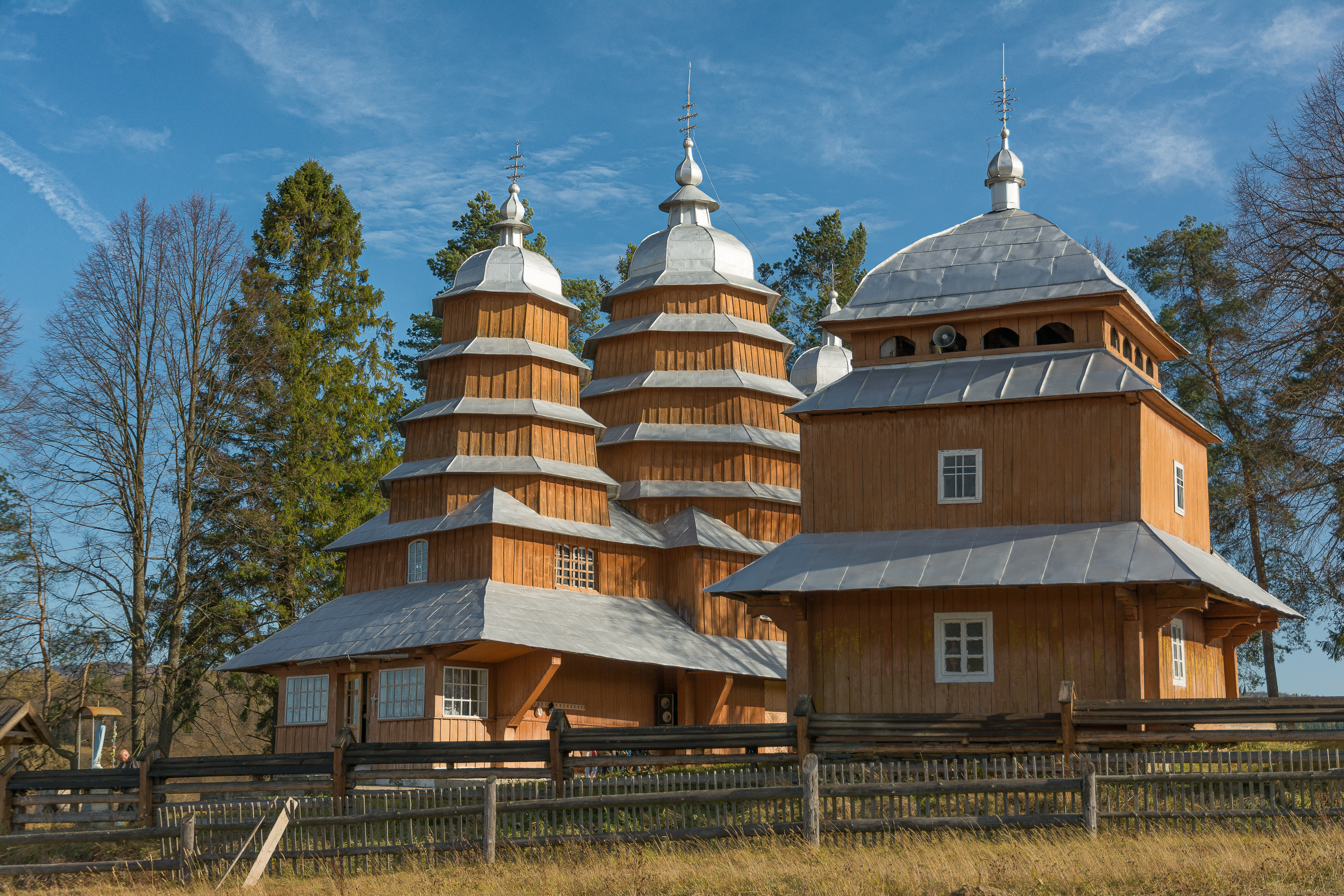
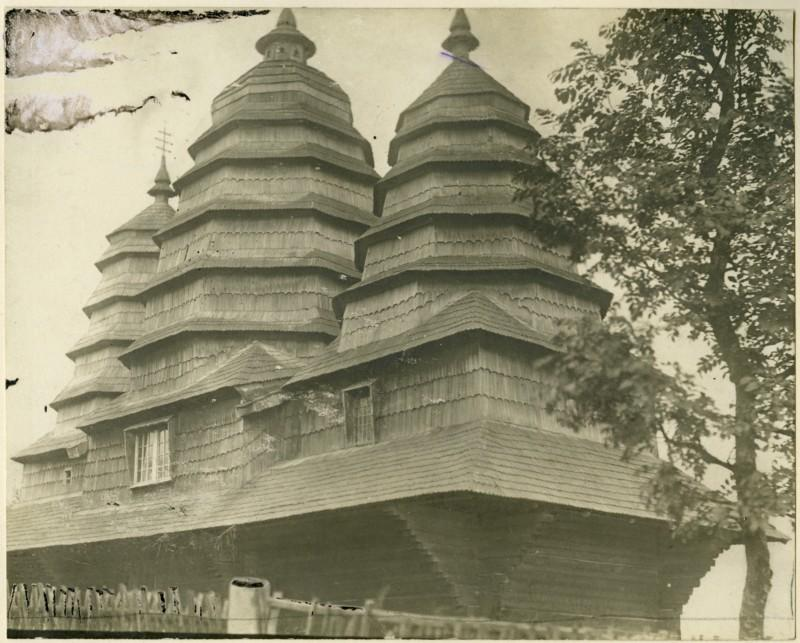
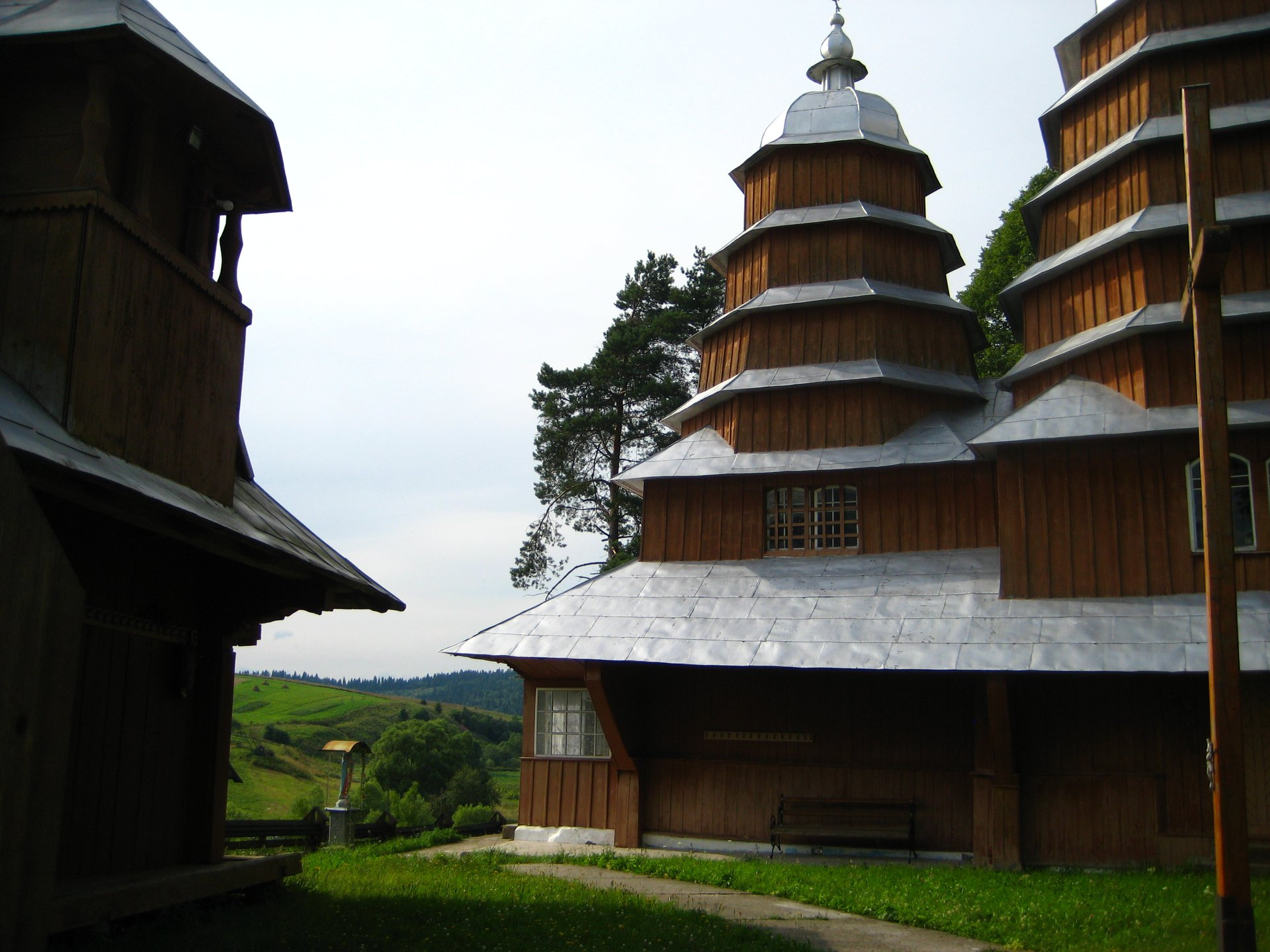
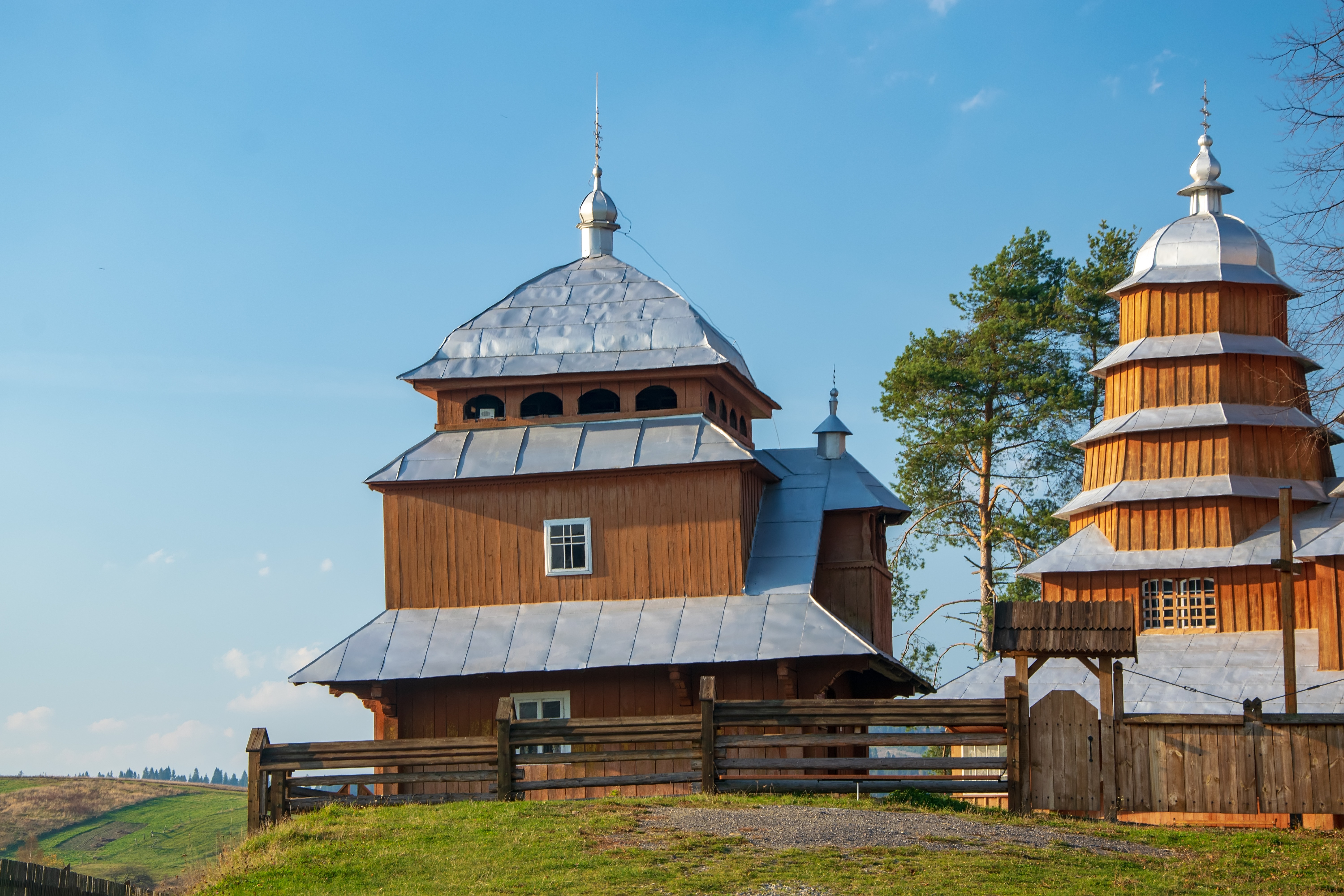

Найдавнішою з двох храмів Маткова є Церква Собору Пресвятої Богородиці УГКЦ (Святого Димитрія), що стоїть на пагорбі у центрі села. Її споруджено 1838 року будівничим Самусем Мельниковичем. Нині храм входить до списку світової спадщини ЮНЕСКО Церква тризруба, триверха, належить до храмів бойківського типу. Квадратні зруби (нава ширша) розташовані по осі захід-схід. Обабіч вівтаря прилягають невеликі прямокутні ризниці. Основні об’єми завершують восьмибічні верхи над навою з п’ятьма заломами. А над вівтарем і бабинцем — з чотирма заломами, що увінчані шоломовими банями з маківками і хрестами. Оперізує церкву піддашшя оперте на східчасті виступи вінчів зрубів,  під яким на західному фасаді влаштований засклений ґанок. Стіни підопасання, надопасання і заломів шальовані вертикально дошками й лиштвами.
Ще однією пам’яткою архітектури національного значення є дерев’яна дзвіниця церкви Собору Пресвятої Богородиці (Святого Димитрія). Вона зведена 1924 року, у плані триярусна, квадратна, з балконом на другому ярусі. Дзвіниця вкрита наметовим дахом з колосниковою галереєю над ним. Будував цю сакральну споруду майстер Михайло Веклич.
Окрім неї, у селі стоїть церква святої Трійці, збудована майстром Лукою Снігуром у 1899 році. Церква орієнтована вівтарем на схід і складається з трьох квадратних зрубів. До вівтаря з півдня прилягає невелика прямокутна ризниця, добудована у 1900-х роках. Оточує церкву широке піддашшя, оперте на профільовані виступи вінців зрубів. У 1949–1989 роках через атеїстичну пропаганду радянської влади у церкві не відправлялись Служби Божі.

## Мікротопоніми села Матків
Назви частин села:
1.             Центр [центр] – Р. в. Це́нтру. Мікротопонім утворено лексико-семантичним способом від апелятива центр із семантикою «середина, середня частина чого-небудь» (СУМ, т. 11, с. 197). У місцевому мікротопоніміконі Центр – одна з частин села; територія, що розташована у центрі села.
2.             Бе́рег [бе́реиг] – Р. в. Бе́рега. Мікротопонім утворено лексико-семантичним способом від апелятива берег із семантикою «край землі, що межує з поверхнею річки, озера, моря і т. ін.» (СУМ, т. 1, с. 158). У місцевому мікротопоніміконі Бе́рег – одна з частин села; територія, що розташована поблизу річки Стрий. Розташований у північній частині села. 
3.             Маткі́вський Верх [ма́тк’іўс`кого ве́рху] – Р. в. Маткі́вського Ве́рху. Мікротопонім утворено семантичним способом від поєднання присвійного прикметника Маткі́вський з географічним апелятивом верх, що означає «верхня, найвища частина чого-небудь; вершина» (СУМ, т. 1, с. 334). У місцевому мікротопоніміконі Маткі́вський Верх – одна з частин села; територія, що розташована у верхній частині села.  
4.             Потік [поут`і́к] – Р. в. Поті́к. Мікротопонім утворено лексико-семантичним способом від «річка (перев. невелика), струмок із стрімкою течією» (СУМ, т. 7, с. 409). У місцевому мікротопоніміконі Потік – одна з частин села; територія, що розташована поблизу потічка у південно-східній частині села. 
5.             Камі́ня – [кам’і́н`а] Р. в. Камі́ня. Мікротопонім утворено лексико-семантичним способом від апелятива камінь із семантикою «тверда гірська порода у вигляді суцільної маси, що не кується і не розчинається у воді» (СУМ, т. 4, с. 83). У місцевому мікротопоніміконі Камі́ня – одна з частин села; горбиста місцевість з каміння, що розташована біля церкви Пресвято́ї Трі́йці. Розташоване у південній частині села. 
6.             Бе́рдо (назва походить від деталі ткацького верстата) – [бе́рдо] – Р. в. Бе́рда. Мікротопонім утворено лексико-семантичним способом від апелятива бердо із семантикою «деталь ткацького верстата, що нагадує гребінь у рамці» (СУМ, т. 1, с. 158). У місцевому мікротопоніміконі Бе́рдо – територія, на якій колись була розташована швейна фабрика; фермерське земельне угіддя. Розташоване у західній частині села.
7.             За́світ – [за́св’іт]. Р. в. За́світу. Мікротопонім утворено префіксально-суфіксальним способом з нульовою суфіксацією від апелятивного утворення за світом, у якому компонент світ має значення «окрема частина всесвіту» (СУМ, т. 9, с. 84). У місцевому мікротопоніміконі За́світ – віддалена частина села, тобто « за світом». Мешканці села зазвичай не ходять туди, особливо ті, які живуть у західній частині, адже для них це далеко і там є лише декілька будинків без магазинів чи інфраструктури. Розташований у північно-східній частині села.
8.             Нови́й Світ – [нови́й св’іт] – Р. в. Ново́го Сві́ту. Мікротопонім утворено семантичним способом, де опорним словом є світ, «який недавно виник, з’явився, не існував раніше» (СУМ, т. 5, с. 433), із семантикою «окрема частина всесвіту» (СУМ, т. 9, с. 84). У місцевому мікротопоніміконі Нови́й Світ – це сучасна частина села, сформована після 1980 року, коли на цій території почали зводити нові житлові будинки. Розташований у південній частині села.
9.             Ху́тір – [пло́шча] – Р. в. Ху́тора. Мікротопонім утворено лексико-семантичним способом від апелятива хутір із семантикою «відокремлене селянське господарство разом з садибою власника» (СУМ, т. 11, с. 176). У місцевому мікротопоніміконі Ху́тір – одна з частин села, де розташовані житлові будинки. Розташований у південно-західній частині села.
10.         На Лана́х [на лана́х] – Р. в. На Лані́в. Мікротопонім утворено синтаксичним способом від однойменного апелятивного утворення, у якому елемент лани означає «безліса рівнина, рівний, широкий простір» (СУМ, т. 4, с. 443). У місцевому мікротопоніміконі На лана́х – західна частина села, де розташовані орні поля. 

Місцевості/території
11.         На Гра́бівцях – [на гра́б’іўц`ах] – Р. в. На Гра́бівців. Мікротопонім утворено синтаксичним способом від апелятива грабівці та просторового прийменника. У місцевому мікротопоніміконі На Грабівцях (т.) – це пасовище, розташоване у північно-західній частині села, а також територія, де побудовано житлові будинки. 
12.         Ко́ло Матінки́ Бо́жої – [Ко́ло Матінки́ Бо́жойі] – Р. в. Коло Матінки́ Бо́жої. Мікротопонім утворено синтаксичним способом від словосполучення, у якому антропонім Матір Божа має значенням «статуя у вигляді Діви Марії». У місцевому мікротопоніміконі Ко́ло Матінки́ Бо́жої – місце поблизу кам’яної фігури Пресвятої Богородиці Діви, біля якої люди часто зупиняються і моляться, проходячи повз. Розташована на узбіччі дороги у південній частині села.
13.         Біл́я Бере́зи [б’і́л¢а беире́зие] – Р. в. Біля Бере́зи. Мікротопонім утворено синтаксичним способом від однойменного апелятивного утворення з вихідним значенням «місце, що знаходиться біля берези», у якому береза – «лісове білокоре дерево з тоненьким довгим гіллям і серцевидним листям» (СУМ, т. 1, с. 160). У місцевому мікротопоніміконі Біл́я Бере́зи – невелика прирічкова галявина, посеред якої побудовано невеличку альтанку, де подорожуючі часто зупиняються, щоб посидіти на природі чи перекусити. Розташована у південній частині села.
14.         На Да́мбі [на да́мб’і] – Р. в. Да́мби. Мікротопонім утворено синтаксичним способом від однойменного апелятивного утворення, де компонент дамба означає «споруда у вигляді валу для зберігання води у водоймищах, захисту низин від затоплення» (СУМ, т. 2, с. 210). У місцевому мікротопоніміконі На Да́мбі – місце біля річки у північній частині села, де розташована гідротехнічна споруда – дамба.
15.         Стадіо́н [стад'іо́н] – Р. в. Стадіо́ну. Мікротопонім утворено лексико-семантичним способом від апелятива стадіон із семантикою «комплексна спортивна споруда, яка складається з футбольного поля, майданчиків, бігових доріжок, трибун для глядачів, допоміжних приміщень і признач. для тренувань і змагань з різних видів спорту» (СУМ, т. 4, с. 443). У місцевому мікротопоніміконі Стадіо́н – велика територія коло школи, яка розташована у центрі села. 
16.         Бі́ля Па́м'ятника [б’і́л`а па́мйатниека] – Р. в. Бі́ля Па́м'ятника. Мікротопонім утворено синтаксичним способом від апелятива пам’ятник у значенні «архітектурна або скульптурна споруда в пам'ять чи на честь кого-, чого-небудь» (СУМ, т. 6, с. 38) з додаванням просторового прийменника біля. У місцевому мікротопоніміконі Біля пам’ятника – місце біля обеліска, який збудували у 1967 році у пам'ять про загиблих в Другій світовій війні. Розташований у західній частині села. 
17.         Ко́ло Клу́бу [ко́ло клу́бу] – Р. в. Клу́бу. Мікротопонім утворено синтаксичним способом від апелятива клуб у значенні «будинок, приміщення таких організацій» (СУМ, т. 4, с. 443) з додаванням просторового прийменника коло. У місцевому мікротопоніміконі Ко́ло Клу́бу – велика територія поблизу місцевого клубу, який втратив свою актуальність, адже в селі майже немає молоді. Розташована у центрі села.
18.         Бі́ля Ра́ди [б’і́л¢а ра́дие] – Р. в. Бі́ля Ра́ди. Мікротопонім утворено синтаксичним способом від однойменного апелятивного утворення з просторовим прийменником, у якому компонент рада означає «колегіальний орган якої-небудь організації, установи чи сама організація, установа, що розпоряджається, керує ким-, чим-небудь або радить у чомусь» (СУМ, т. 4, с. 443). У місцевому мікротопоніміконі Бі́ля Ра́ди – місце в центрі села, розташоване біля будівлі сільської ради; невеликий майданчик для зборів громади, проведення ярмарків та сільських свят. 
19.         Пло́ща – [пло́шча] – Р. в. Пло́щі. Мікротопонім утворено лексико-семантичним способом від апелятива площа із семантикою «велике незабудоване місце, безпосередньо зв'язане з вулицями; майдан» (СУМ, т. 6, с. 593). У місцевому мікротопоніміконі Пло́ща – територія, що розташована у центрі села. На Пло́щі є декілька магазинів.

Дороги:
20.         Мохна́тська Доро́га [мохна́т’с`ка доро́га] – Р.  в. Мохна́тської Доро́ги. Мікротопонім утворено семантичним способом від поєднання присвійного прикметника (атрибутив Мохна́тська утворений від топоніма Мохнате за допомогою суфікса -ськ) та апелятива дорога, «яка веде до Мохнатого», де апелятив дорога означає «смуга землі, по якій їздять і ходять, штучно створений засіб для пересування, сполучення» (СУМ, т. 2, с. 378). У місцевому мікротопоніміконі Мохна́тська Доро́га – дорога, що веде від центральної дороги до села Мохнате. Розташована у східній частині села. 
21.         Іва́шківська Доро́га [іва́шк’іўс`ка доро́га] – Р.  в. Іва́шківської Доро́ги. Мікротопонім утворено семантичним способом від поєднання присвійного прикметника Івашківська з апелятивом дорога, «яка веде до Івашківців», де апелятив дорога означає «смуга землі, по якій їздять і ходять, штучно створений засіб для пересування, сполучення» (СУМ, т. 2, с. 378). У місцевому мікротопоніміконі Іва́шківська Доро́га – дорога, що веде від центральної дороги до села Івашківці. Розташована у південно-західній частині села.

Роздоріжжя:
22.         Гусня́нське Роздорі́жжя [гус`н`а́нс`кеи роздоур’і́ж’:а] – Р.  в. Гусня́нського Роздорі́жжя. Мікротопонім утворено семантичним способом від поєднання присвійного прикметника Гусня́нське з апелятивом роздоріжжя (з вихідним значенням – «яке веде до села Верхнє Гусне»), із семантикою «місце, звідки розходяться або куди сходяться дві чи кілька доріг» (СУМ, т. 8, с. 668). У місцевому мікротопоніміконі Гусня́нське Роздорі́жжя – роздоріжжя, що веде від центральної дороги до села Верхнє Гусне. Розташоване у західній частині села.
23.         Верхове́ Роздорі́жжя – [ве́рховеи роздоур’і́ж’:а] – Р.  в. Верхово́го Роздорі́жжя. Мікротопонім утворено семантичним способом від поєднання присвійного прикметника Верхове́ з апелятивом роздоріжжя (з вихідним значенням – «яке веде до верху», тобто до частини села Маткі́вський Ве́рх), із семантикою «місце, звідки розходяться або куди сходяться дві чи кілька доріг» (СУМ, т. 8, с. 668). У місцевому мікротопоніміконі Верхове́ Роздорі́жжя – роздоріжжя, що веде від центральної дороги до найвищої частини села – Маткі́вського Ве́рху. Розташоване у південній частині села. 

Церкви:
24.         Дми́трівська Це́рква – [дми́тр’іўс`ка  це́рква] – Р. в. Дми́трівської Це́ркви. Мікротопонім утворено семантичним способом від однойменного словосполучення (поєднання присвійного прикметника Дми́трівська та апелятива дорога), у якому опорним словом є церква із значенням «будівля, в якій відбувається християнське богослужіння» (СУМ, т. 11, с. 202). У місцевому мікротопоніміконі Дми́трівська Це́рква – Це́рква Собо́ру Пресвято́ї Богоро́диці, яку згодом перейменували у Це́ркву свято́го Дми́трія. Розташована у центрі села.
25.         Цви́нтарна Це́рква [цви́нтарна це́рква] – Р. в. Цви́нтарної Це́ркви. територія колишньої дерев'яної церкви Різдва Пресвятої Богородиці. Мікротопонім утворено семантичним способом від однойменного словосполучення, у якому опорним словом є церква із вихідним значенням «цвинтарна церква; знаходиться біля кладовища» (СУМ, т. 2, с. 247), де апелятив церква означає «будівля, в якій відбувається християнське богослужіння» (СУМ, т. 11, с. 202). У місцевому мікротопоніміконі Цви́нтарна Це́рква – Церква Пресвятої Трійці, на території якої знаходиться кладовище. Розташована у південній частині села. Історія: Найдавніша згадка про церкву Зіслання Святого Духа (перша назва) в Маткові походить з дарчого запису на "Євангелії" львівського друку (1670 р.). У 1990-х рр. стіни (в інтер'єрі церкви) вкриті орнаментальним розписом з сюжетними композиціями. Чотириярусний різьблений іконостас на арці походить з початку ХХ ст. Над бабинцем містяться дзвони.

Каплиці:
26.         Капли́ця Предте́чі – [капли́ц`а преидте́ч’і] – Р. в. Капли́ці Предте́чі. Мікротопонім утворено семантичним способом від словосполучення, у якому антропонім Іоа́н Предте́ча має значення «пророк, який провістив прихід Ісуса Христа; християнський святий» (ЕСУ, т. 11). У місцевому мікротопоніміконі Капли́ця Предте́чі – Капли́ця св. Іоа́на Предте́чі, яку колись було зруйновано, але згодом відбудувано. На свято Усікновення голови Іоана Хрестителя там відбуваються Божественні Літургії. Каплиця розташована у південній частині села – «Камі́ня». 

Кладовища:
27.         Стари́й Цви́нтар – [стари́й  цви́нтар] – Р. в. Старо́го Цви́нтаря. Мікротопонім утворено семантичним способом, де опорним словом є цвинтар, із семантикою «який існує довгий час, давно створений» (СУМ, т. 9, с. 654). У місцевому мікротопоніміконі Стари́й Цви́нтар – кладовище, на якому поховані люди, що померли до 1850-х років. Розташований у південній частині села на території Церкви Пресвятої Трійці.
28.         Нови́й Цви́нтар – [нови́й цви́нтар] – Р. в. Ново́го Цви́нтаря. Мікротопонім утворено семантичним способом, де опорним словом є цвинтар, із семантикою «який недавно виник, з’явився, не існував раніше» (СУМ, т. 5, с. 433). У місцевому мікротопоніміконі Нови́й Цви́нтар – кладовище, на якому поховані люди, що померли після 1850-х років. Розташований у південній частині села.
29.         Бі́ля Моги́ли Отця́ [б’і́л¢а моги́ли оц`:а́] – Р. в. Біля Моги́ли Отця́. Мікротопонім утворено синтаксичним способом від апелятивного утворення, вихідне значення якого «могила, у якій похований священник», де апелятив могила означає «яма для поховання померлого» (СУМ, т. 4, с. 772). У місцевому мікротопоніміконі Біля Моги́ли Отця́ – могила о. Маркелія Куновського, яка знаходиться на території Церкви Пресвятої Трійці. Могила з написом:  "Священноерей МАРКЕЛІЙ О. КУНОВСКІЙ скончался 4. апръля 1926. года. на 73. году жизни а 46. томъ г. священства. Въчная ему память. Твой есьмъ азъ спаси мя". Розташований у південній частині села.

Хрести:
30.         Йо́сифів Хрест – [йо́сиф’іў хрест] – Р. в. Йо́сифового Хреста́. Мікротопонім утворено семантичним способом від антропоніма Йосиф зі значенням «річ, що належала Йосифові», де опорним компонентом є апелятив хрест «річка (перев. невелика), струмок із стрімкою течією» / присвійний ад’єктив (супровідний елемент) Йо́сифів із загальною назвою (опорний елемент). У місцевому мікротопоніміконі Йо́сифів Хрест – хрест біля будинку Матко́вського Йо́сифа. Розташований у північній частині села.

Цегельні:
31.         Карашкі́вська Цеге́льня – [гус`н`а́нс`кеи роздоур’і́ж’:а] – Р. в.  Карашкі́вської Цеге́льні. Мікротопонім утворено семантичним способом від антропоніма Карашко́ зі значенням «цегельня, що належала чоловіку з прізвищем Карашко́», де опорним компонентом є апелятив цегельня «завод, який виробляє цеглу» / присвійний ад’єктив (супровідний елемент) + загальна назва (опорний елемент) (СУМ, т. 11, с. 191). У місцевому мікротопоніміконі Карашкі́вська Цеге́льня – цегельня, що належала місцевому підприємцю з прізвищем Карашко́. Розташована у західній частині села.

Хутори:
32.         Ро́вінь – [ро́в’ін`] – Р. в. Ро́вені. Мікротопонім утворено семантичним способом від апелятива ровінь (рів)  із семантикою «рівнина або рівна поверхня» (СУМ Грінченка, т. 4, с. 26). У місцевому мікротопоніміконі Ро́вінь – територія, що вирізняється рівнинним характером місцевості; територія колишнього хутора. Розташована у південній частині села. 

Поодинокі гори:
33.         Белендзю´шка – Р. в. Белендзю´шки. Мікротопонім утворено семантичним способом від кореня бел- із семантикою «білий» та запозичення з тюркських мов дюза («підвищення», «гребінь»). Назва описує географічну особливість місцевості, зокрема світлий кам'яний рельєф або засніжену вершину гори. У місцевому мікротопоніміконі Белендзю´шка – територія, що вирізняється рівнинним характером місцевості. Розташована у південно-західній частині села.

Горби:
34.         Ко́сівка – Р. в. Ко́сівки. Мікротопонім утворено від діалектного апелятива косівка із контактним значенням «сіножать». У місцевому мікротопоніміконі Ко́сівка – місце, яке традиційно використовують як сіножать – горб або ділянка землі, призначена для скошування трави. Назва вказує на основну функцію цієї місцевості, тобто заготівлю сіна для худоби. Розташована у південній частині села.

Магазини:
35.         У Аренда́тського [у аренда́ц`кого] – Мікротопонім утворено синтаксичним способом від сполучення слів, у якому головним компонентом є антропонім Арендатський, який означає ім’я власника з додаванням прийменника, що виконує просторове позначення. У місцевому мікротопоніміконі У Аренда́тського – магазин «Колиба», у якому можна купити продукти. Розташований у центрі села.

Орні поля:
36.         Межирі́шне – [меижиері́шнеи] – Р. в. Межирі́шного. Мікротопонім утворено префіксально-суфіксальним способом від сполучення слів, у якому головним компонентом є апелятив ріка, який означає «водний потік, що живиться із джерела або стоком атмосферних опадів і тече по видовжених зниженнях рельєфу від верхів'я до гирла» (СУМ, т. 8, с. 574) з додаванням прийменника, що виконує просторове позначення. У місцевому мікротопоніміконі Межирі́шне – ділянка або смуга землі, яка розташована між річкою Стрий та річкою Сможенка; ділянка, на якій ростуть хлібні культури; поле. Розташоване у південній частині села.
37.         Марашкі́вці – Р. в. Марашкі́вців. Мікротопонім утворено лексико-семантичним способом від плюратива марашківці із вихідним значенням «мешканці хутора Марашковець». У місцевому мікротопоніміконі Марашкі́вці – одна з частин села; ділянка, на якій ростуть хлібні культури; поле. Розташовані у південній частині села.
38.         За Ве́рхом – [ве́рхом] – Р. в. Ве́рху. Мікротопонім утворено синтаксичним способом від однойменного апелятивного утворення, у якому компонент верх означає «верхня, найвища частина чого-небудь; вершина» (СУМ, т. 1, с. 334) з додаванням прийменника, що виконує просторове позначення. У місцевому мікротопоніміконі За Ве́рхом – одна з частин села; територія, що розташована дальше від верхньої частини села. Розташована у південній частині села.

Потоки:
39.         Ягня́тівський Поті́к – Р. в. Ягня́тівського Пото́ку.  Мікротопонім утворено семантичним способом від поєднання контактного апелятива ягня із вихідним значенням «маля вівці» (СУМ, т. 11, с. 624) та апелятива потік, що означає «річка (перев. невелика), струмок із стрімкою течією» (СУМ, т. 7, с. 409). У місцевому мікротопоніміконі Ягня́тівський поті́к – потік у селі, у якому колись топили маленьких ягнят, які народились з переламаними ніжками, адже вважали, що вони «нечисті». Розташований у північно-західній частині села.

Ринки:
40.         П’ятачо́к – [пйатачо́к] – Р. в. П'ятачка́. Мікротопонім утворено лексико-семантичним способом від апелятива п’ятачок із семантикою «невеликий майданчик, обмежений чимсь простір землі» (СУМ, т. 8, с. 420). У місцевому мікротопоніміконі П’ятачо́к – продуктовий ринок. Розташований у центрі села. 
41.         Барахо́лка [барахо́лка] – Р. в. Барахо́лки. Мікротопонім утворено від апелятива барахолка із семантикою «базар, де торгують речами, що були в користуванні» (СУМ, т. 3, с. 226). У місцевому мікротопоніміконі Барахо́лка – невеликий промисловий ринок, спеціалізований на торгівлі різноманітними дрібними товарами, часто вживаними або недорогими. Розташований у південній частині села. 
Умовні скорочення джерел:
СУМ – Словник української мови. Київ: Наук. думка, 1970–1980. Т. І–ХІ. 
СУМ Грінченка – Словарь української мови. Берлін: Укр. Слово, 1924. Т. ІV.
ЕСУ – Енциклопедія сучасної України. Київ: Інститут енциклопедичних досліджень НАН України, 2001. Т. ХІ.

## Господарство
У радянські часи місцеве відділення колгоспу працювало за напрямком м'ясо-молочне тваринництво.

## Соціальна сфера
Восьмирічна школа, бібліотека та пекарня.